# Osceola
|  | Per a altres significats, vegeu «Osceola (desambiguació)». |

Osceola (1804 – 30 de gener de 1838), també Billy Powell, es va convertir en un líder influent dels seminola de Florida. De parentiu mixtes, creek, escoto-irlandès, i anglès, va ser criat com creek per la seva mare, ja que la tribu tenia un sistema de parentiu matrilineal. Va emigrar a Florida quan era un nen, amb altres refugiats Bastons Vermells el 1814, després de la seva derrota en la Guerra Creek.
En 1836, Osceola va dirigir una petita banda de guerrers en la resistència seminola durant la Segona Guerra Seminola, quan Estats Units va tractar de deportar la tribu de les seves terres a la Florida. Es va convertir en un assessor de Micanopy, el cap principal seminola en 1825-1849. Osceola va dirigir la resistència guerrera fins que va ser capturat al setembre de 1837 sota engany, amb una bandera de treva, quan va anar a un fort estatunidenc per fer converses de pau. A causa del seu renom, Osceola ha atret visitants, així com pintors de retrats. Va morir pocs mesos després a la presó de Fort Moultrie a Charleston (Carolina del Sud), d'una infecció interna o la malària segons els informes.

## Primers anys
Osceola va rebre el nom de Billy Powell en néixer en 1804 al llogaret creek de Talisi, ara conegut com a Tallassee, en actual comtat d'Elmore. "La gent de la ciutat de Tallassee... eren mestissos de nadiu americà/anglès/irlandès/escocesa, i alguns eren negres. Billy era tot això." La seva mare era Polly Coppinger, una dona creek, i el seu pare era William Powell, un comerciant anglès. Polly era filla d'Ann McQueen i Jose Coppinger. Com que els creek tenien un sistema de pareutiu matrilineal, els altres fills de Polly i Ann foren considerats tots com a nascuts al clan de la mare; foren criats a la manera tradicional creek i van guanyar el seu estatus del poble de la seva mare. Ann McQueen també era mestissa creek; el seu pare, James McQueen, era escoto-irlandès. Ann era, probablement, germana o tia de Peter McQueen, un líder guerrer creek prominent. Com la seva mare, Billy fou criat en la tribu creek.
Com el seu pare, l'avi matern de Billy, James McQueen també era un comerciant; en 1714 va ser el primer europeu que va comerciar amb els creek a Alabama. Es va quedar a la zona com a comerciant de pells, es casà amb una dona creek i va quedar estretament associat amb aquest poble. Està enterrat al cementiri indi a Franklin (Alabama), prop d'una Església Metodista Missionera creek.
En 1814, després que els Bastons Vermells Creek van ser derrotats per les forces dels Estats Units, Polly agafà Osceola i es va mudar amb altres refugiats creek d'Alabama fins a Florida, on es van unir als seminola. A l'edat adulta, com a part dels seminola, Powell va rebre el seu nom Osceola (/ˌɒsiːˈoʊlə/ o /ˌoʊseɪˈoʊlə/). Aquesta és una forma anglicitzada del muskogi Asi-yahola (pronunciat asːi jahoːla); la combinació d'asi, la beguda negra cerimonial feta amb Ilex vomitoria, i yahola, que significa "crit" o "cridaner".
En 1821, els Estats Units van adquirir Florida a Espanya. Van començar a arribar més colons euroamericans i envairen els seminola. Després d'unes escaramusses militars inicials i del Tractat de Moultrie Creek de 1823, pel qual els Estats Units es van apoderar de les terres seminoles del nord, Osceola i la seva família es van mudar amb el deminoled més al centre i sud de Florida.
Com adult, Osceola va tenir dues esposes, igual que alguns altres líders creek i seminola. Amb elles, va tenir almenys cinc fills. Una de les seves esposes era afroamericana, i es va oposar ferotgement l'esclavitud dels pobles lliures.

## Resistència i líger guerrer
Durant la dècada del 1820 i finals de la dècada, els colons americans van mantenir la pressió sobre el govern dels Estats Units per deportar als seminola de Florida per donar pas al seu desitjat desenvolupament agrícola. En 1832, uns pocs caps seminoles signaren el Tractat de Payne's Landing, pel qual es va acordar renunciar a les seves terres de Florida a canvi de terres a l'oest del riu Mississippi a Territori Indi. Segons la llegenda, Osceola va esquinçar el tractat amb el seu ganivet, tot i que no hi ha informació contemporània d'aquest fet.
Cinc dels caps seminoles més importants, incloent Micanopy dels Seminola Alachua, no estaven d'acord amb la deportació. En represàlia, l'agent indi Wiley Thompson, va declarar que aquests caps serien deposats dels seus càrrecs. Com les relacions dels Estats Units amb el seminoles es deterioraren, Thompson va prohibir la venda d'armes i municions als indis. Osceola, un jove guerrer que es donava a conèixer, es va ressentir d'aquesta prohibició. Va sentir que equipara el seminoles amb els esclaus, que tenien prohibit portar armes.
Thompson considerava Osceola un amic i li va donar un rifle. Més tard, però, quan Osceola va barallar-se amb Thompson, l'agent va tancar el guerrer a Fort King una nit. L'endemà, per assegurar el seu alliberament, Osceola va acordar acatar el Tractat de Payne's Landing i portar els seus seguidors al fort.
El 28 de desembre de 1835, Osceola i els seus seguidors emboscaren i assassinaren Wiley Thompson i sis més fora de Fort King, mentre que un altre grup de seminoles va emboscar i matar una columna de tropes de l'Exèrcit dels Estats Units marxant des de Fort Brooke a Fort King, en el que americans anomenaren massacre de Dade. Aquests atacs gairebé simultanis iniciaren la Segona Guerra Seminola.

## Captura
L'octubre de 1837, per ordre del general Thomas Jesup, Osceola fou capturat quan anava a fer converses de pau vora Saint Augustine. Inicialment fou empresonat a Fort Marion per després ser transferit a Fort Moultrie a l'illa Sullivans, als afores de Charleston (Carolina del Sud). La captura d'Osceola mitjançant un engany causà un gran enrenou nacional. El general Jesup i l'administració van ser condemnats per molts líders del Congrés. Aquest desembre, Osceola i altres presos seminoles van ser traslladats a Fort Moultrie, Charleston (Carolina del Sud). Van ser visitats per la gent del poble.
George Catlin i altres pintors destacats es van reunir amb el cap guerrer i el van persuadir que deixés pintar la seva imatge. Robert J. Curtis també va pintar un retrat a l'oli d'Osceola. Aquestes pintures han inspirat nombroses estampes i gravats, que van ser àmpliament distribuïts, i fins indis d'estanc.
Osceola va morir d'angines (encara que una font dona la causa de la mort com "malària", sense major elaboració) el 30 de gener de 1838, tres mesos després de la seva captura. Fou enterrat amb honors militars a Fort Moultrie.

## Llegat i honors
- Nombrosos topònims, incloent els comtats d'Osceola a Florida, Iowa i Michigan, reben el seu nom.
- El Bosc Nacional Osceola de Florida rep el seu nom.
- Mount Osceola, que es troba al Bosc Nacional White Mountain de Nou Hampshire.

## Llegat i descendents
- Descendent directe, Gran rebesnet, Chief Joe Dan Osceola qui és ambaixador de la Tribu Seminola.

## Relíquies
Després de la seva mort el metge militar Frederick Weedon va persuadir als seminoles que li permetessin fer una màscara mortuòria d'Osceola, sent aquesta una mesura euroamericana en el moment per a persones prominents. Més tard li va treure el cap d'Osceola i l'embalsamaren. Des de fa algun temps, Weedon va mantenir el cap i una sèrie d'objectes personals que Osceola li havia donat. Més tard, Weedon va donar el cap al seu gendre Daniel Whitehurst. En 1843 Whitehurst envià el cap a Valentine Mott, un metge de Nova York. Mott el va posar en la seva col·lecció a la Museu Quirúrgic i Patològic. Presumiblement es va perdre quan un incendi va destruir el museu en 1866. Algunes de les pertinences d'Osceola encara estan en mans de la família Weedon, mentre que altres han desaparegut.
El capità Pitcairn Morrison va enviar la màscara mortuòria i alguns altres objectes recollits per Weedon a un oficial de l'exèrcit a Washington. Abans de 1885, la màscara mortuòria i algunes de les pertinences d'Osceola havien arribat a la col·lecció d'antropologia de la Smithsonian Institution, on encara hi són.
El 1966, l'empresari de Miami Otis W. Shriver va afirmar que havia cavat la tomba d'Osceola i havia posat els seus ossos en la volta d'un banc per enterrar-los en un lloc turístic a Rainbow Springs. Shriver va viatjar per tot l'estat el 1967 per reunir suport per al seu projecte. Més tard els arqueòlegs demostraren que Shriver havia desenterrat restes d'animals; el cos d'Osceola encara estava en el seu taüt.
El 1979, la Nació Seminola d'Oklahoma va comprar la bandolera d'Osceola i altres articles personals d'una subhasta de Sotheby's. A causa de la importància del cap, amb el temps algunes persones han creat falsificacions de les pertinences d'Osceola. Persisteixen els rumors que el cap embalsamat s'ha trobat en diversos llocs.

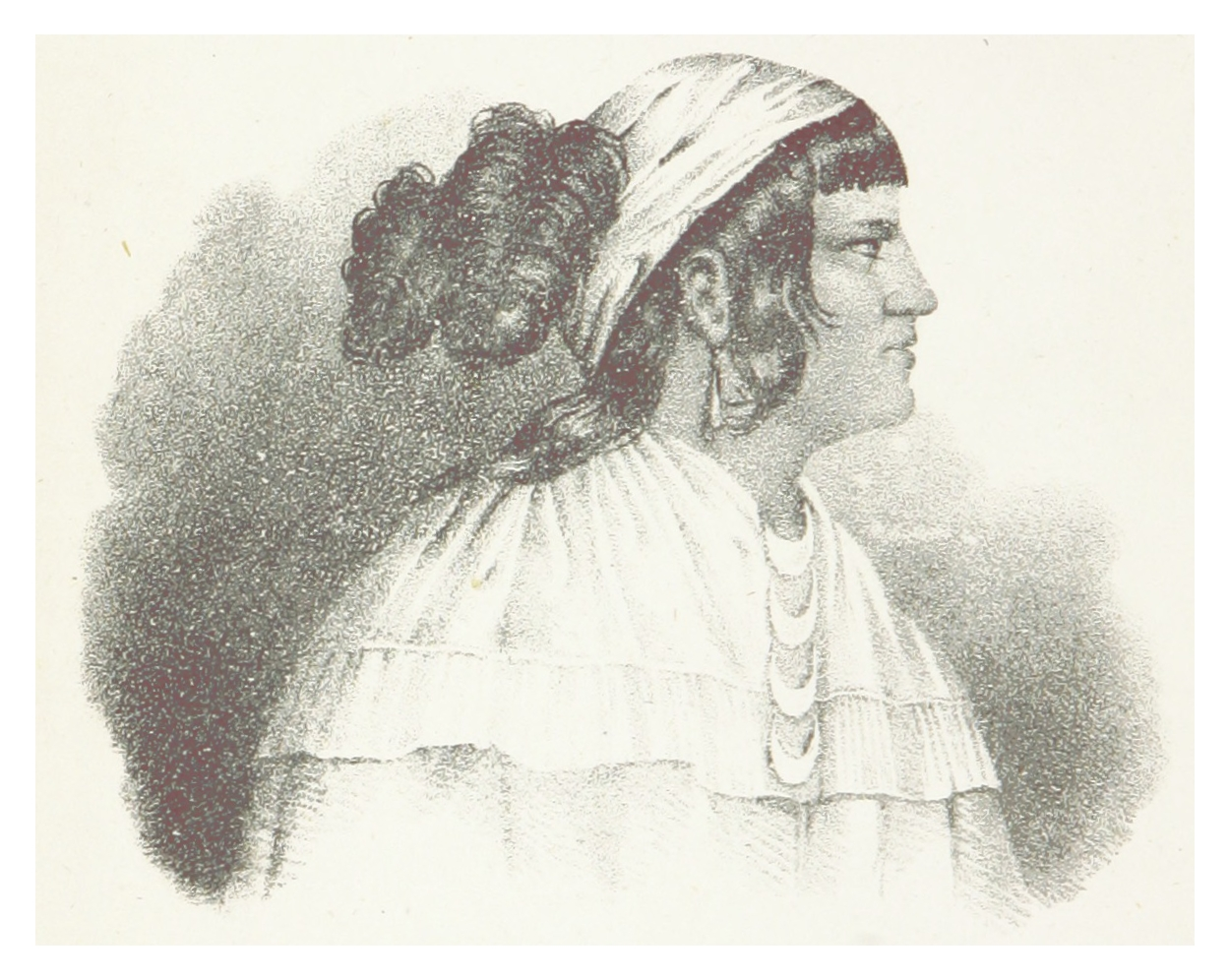
Osceola. (litografia, 1836)

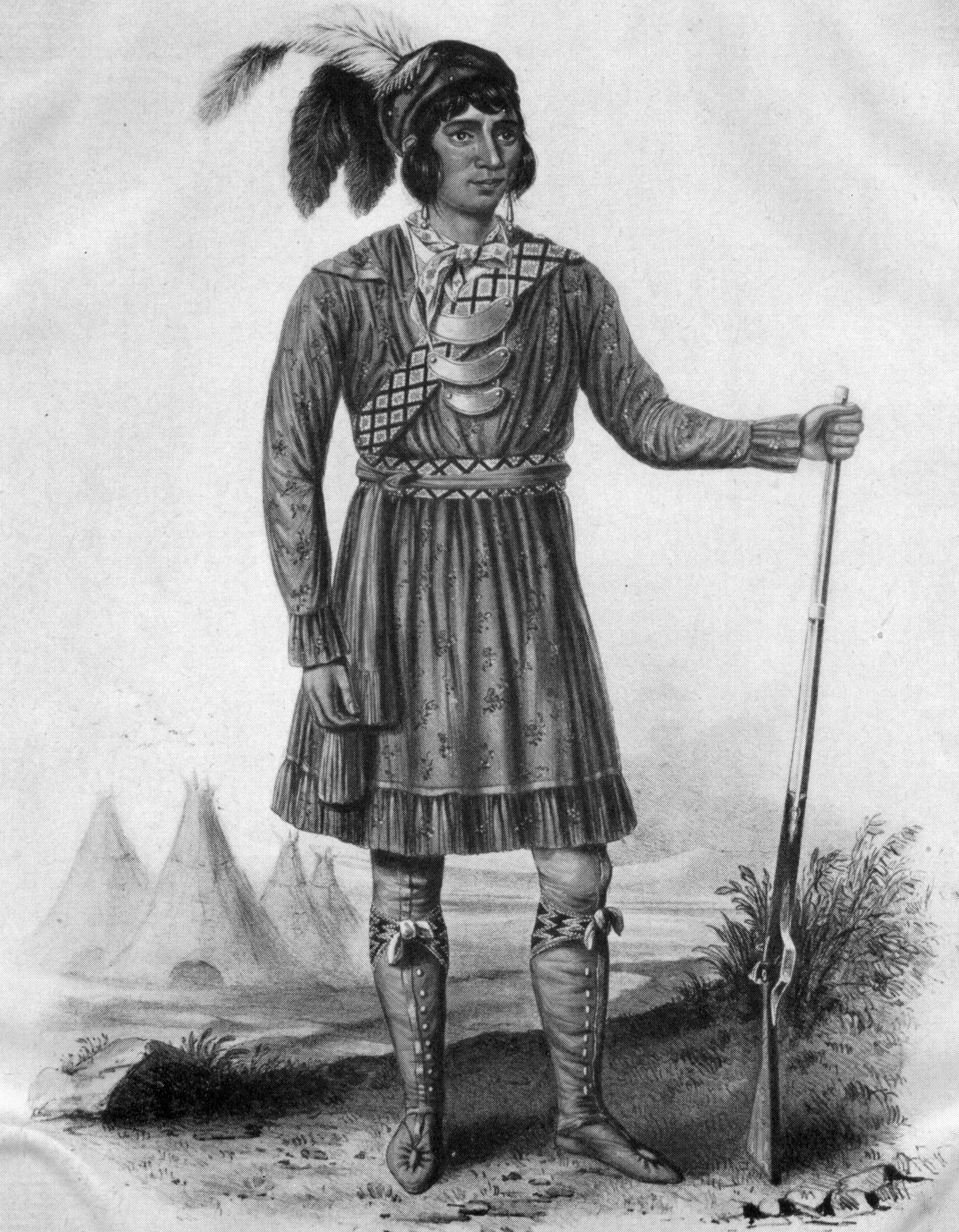
Osceola. (litografia, 1838)

## En la cultura popular

### Literatura
- Light a Distant Fire (1988) de Lucia St. Clair Robson
- In the Wilds of Florida: A Tale of Warfare and Hunting (1880) per William Henry G. Kingston.
- Freedom Land: A Novel de Martin L. Marcus. En aquesta versió, Osceola era fill d'un respectat oficial britànic i la seva consort creek.
- Osceola (1858) de Thomas Mayne Reid.
- Nature Girl, una novel·la de Carl Hiaasen, dona una història abreviada de la captura i empresonament d'Osceola.
- Captive, de Heather Graham (1996), novel·la històrica que té Osceola com un dels protagonistes.
- War Chief of the Seminoles (1954) de May McNeer. Part d'una sèrie de llibres per infants.
- Osceola, Häuptling der Seminole-Indianer (1963) d'Ernie Hearting, novel·la en alemany basat en fonts històriques.
- Osceola His Capture and Seminole Legends (2010) de William Ryan.
- Osceola fou el primer nom de ploma usat per l'escriptora danesa Karen Blixen, més coneguda pels seus treballs a Kenya. També publicà com a Isak Dinesen.[12]
- Osceola "Ossie" Bigtree és el nom d'un personatge de la novel·la de Karen Russell Swamplandia!, basat en la seva història curta Ava Wrestles the Alligator, sobre una família de lluitadors d'al·ligàtors a les Ten Thousand Islands.
- Osceola (1889) és un poema de Walt Whitman, recollit a Leaves of Grass.[13]

### Pel·lícules
- A mitjans de la dècada de 1930 Nathanael West va escriure un guió de 17 pàgines titulat Osceola però no aconseguí vendre'l a cap estudi.
- Naked in the Sun (1957), la vida d'Osceola i la Segona Guerra Seminola, amb James Craig com a Osceola.
- Osceola – Die rechte Hand der Vergeltung (1971) de Konrad Petzold, una pel·lícula alemanya occidental amb Gojko Mitić com el líder amerindi.
- Seminole (1953), pel·lícula de l'oest americà altament fictícia dirigida per Budd Boetticher i protagonitzada per Anthony Quinn com a Osceola.

### TV
- 1957 La sèrie de televisió "Jim Bowie" tenia un episodi "Osceola"

Quan l'exèrcit intenta traslladar els indis seminoles de les seves pròpies terres en un tracte que és molt menys desitjable, Jim intervé en nom seu. [IMDB] Osceola fou interpretat per Abel Fernández.

### Música
- La cançó "Seminole Wind", forma part d'un àlbum de John Anderson, es refereix a sentir el fantasma d'Osceola. La cançó ha estat interpretada per James Taylor i Gravemist.
- La cançó, "Osceola's Crying," mostra el fantasma d'Osceola cridant sobre el vessament de petroli al Golf.

### Esports
- Osceola and Renegade represents l'equip de futbol americà Florida State Seminoles. Abans de cada partit un estudiant vestit com Osceola munta un cavall al camp i planta una llança en flames en la línia de 50 iardes. L'ús d'Osceola i Renegade com a símbol és aprovat per la Tribu Seminola de Florida.[14]